# Fabio Pinca
 (août 2017).
Si vous disposez d'ouvrages ou d'articles de référence ou si vous connaissez des sites web de qualité traitant du thème abordé ici, merci de compléter l'article en donnant les références utiles à sa vérifiabilité et en les liant à la section « Notes et références ».
Fabio Pinca, né le 14 juin 1984 à Lyon (8e arrondissement), est un pratiquant franco-italien de Muay thaï boxant entre 63 et 66 kg en général. 
Il mesure 1,76 m.

## Biographie et carrière
Fabio Pinca a commencé à pratiquer le Muay-thai à l’âge de 15 ans. Il s’entraîne au Gym boxing Saint-Fons, à Saint-Fons. Son coach Nasser Kacem entraîne aussi trois autres champions du monde : Yohan Lidon, Mickaël Piscitello et Abdallah Mabel.

## Palmarès
- Champion du Rajadamnern Stadium de Bangkok (Muay Thai) en 2017
- Champion du monde ISKA (Muay Thai) en 2016
- Champion du monde Kombat League (Muay Thai) en 2015
- Champion Lion Fight en 2013
- Champion du monde WBC (Muay Thai) en 2012[3]
- Finaliste du Thai Fight en 2011
- Champion du Thai Fight en 2010[4]
- Champion du monde WBC en 2009
- Champion international (continental) WBC de Muay Thai en 2008
- Champion d'Europe  WPKC de Muay Thai
- Médaille de bronze au Championnat du Monde de Muay thai amateur, en 2004, à Bangkok
- Champion de France de Muay Thai, classe B

126 combats, 100 victoires,  4 nuls